# Antonio de Médici
Antonio de Médici (Florencia, 29 de agosto de 1576 - Florencia, 2 de mayo de 1621) fue un controvertido personaje de la familia Médici, nacido de la relación entre del gran duque Francisco I y la noble veneciana Bianca Cappello.

## Biografía

### Nacimiento
El Gran Duque Francisco casado con Juana de Habsburgo-Jagellón, se encaprichó con la bella Bianca. Su relación era, por lo tanto, clandestina y el asesinato del marido de ella causó un enorme revuelo, principalmente porque jamás se aclararon las circunstancias del crimen.

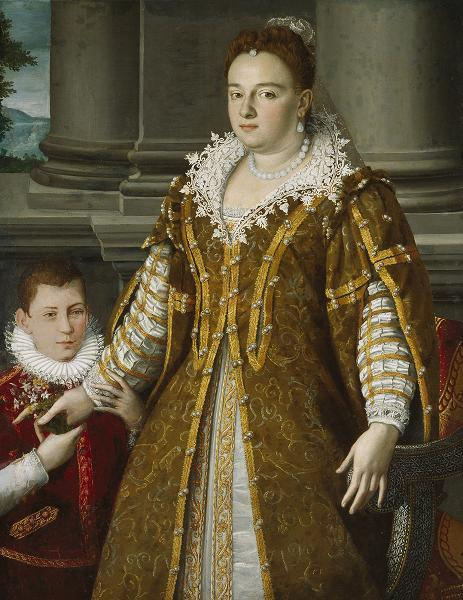
Bianca y Antonio

Cuando, además, la esposa de Francisco murió (en el parto prematuro de una criatura nacida muerta), pudieron finalmente casarse en 1579, aunque por prudencia, las nupcias fueron celebradas en secreto, a causa de la firme oposición de toda la familia del Gran Duque en contra de Blanca, que fue fuente de escándalo.
Es por eso que no sorprende que el hijo de la pareja, Don Antonio, el único hijo varón que sobrevivió a su padre, no fuera jamás aceptado como su heredero, y el Gran Ducado recayó en su tío, el Cardenal Fernando quien asumió como Fernando I de Médici, al morir Francisco y Blanca al mismo tiempo en extrañas circunstancias después de una cena en 1587.
Realmente jamás se aclaró el verdadero linaje de Antonio, quien nació y se crio escondido de las intrigas del palacio. Hay fuentes de la época que lo señalan como el hijo de una sirvienta de Bianca y un desconocido, y que fue simplemente adoptado por la pareja. Hay conjeturas que van más allá y añaden incluso que Bianca simuló un embarazo para poder así darle un hijo varón al Gran Duque, quien hasta el momento, sólo había tenido hijas con quien era en el momento su esposa, esto era causal de repudio. Sin embargo Juana finalmente le dio al Duque un hijo varón legítimo, Felipe, pero murió a la edad de tres años, poco después que su madre también falleciera.

### Madurez
Antonio estuvo siempre bajo la sombra de su tío el Gran Duque Fernando, quien le entregó una pensión de tres mil escudos al año, pero a cambio de la renuncia a cualquier título principesco y la herencia de su padre. 
Vivió en una de las Villas de la familia y viajó mucho.
Después de ser nombrado Caballero de la Orden de Malta, fue enviado como diplomático a Francia y Milán en 1598, a Génova al siguiente año, Boloña en 1601, Livorno, Mantua, Rávena y Roma. En España] recibió el apelativo "Don" por el cual fue conocido en el mundo diplomático de la época.
Murió el 2 de mayo de 1621.

## Descendencia

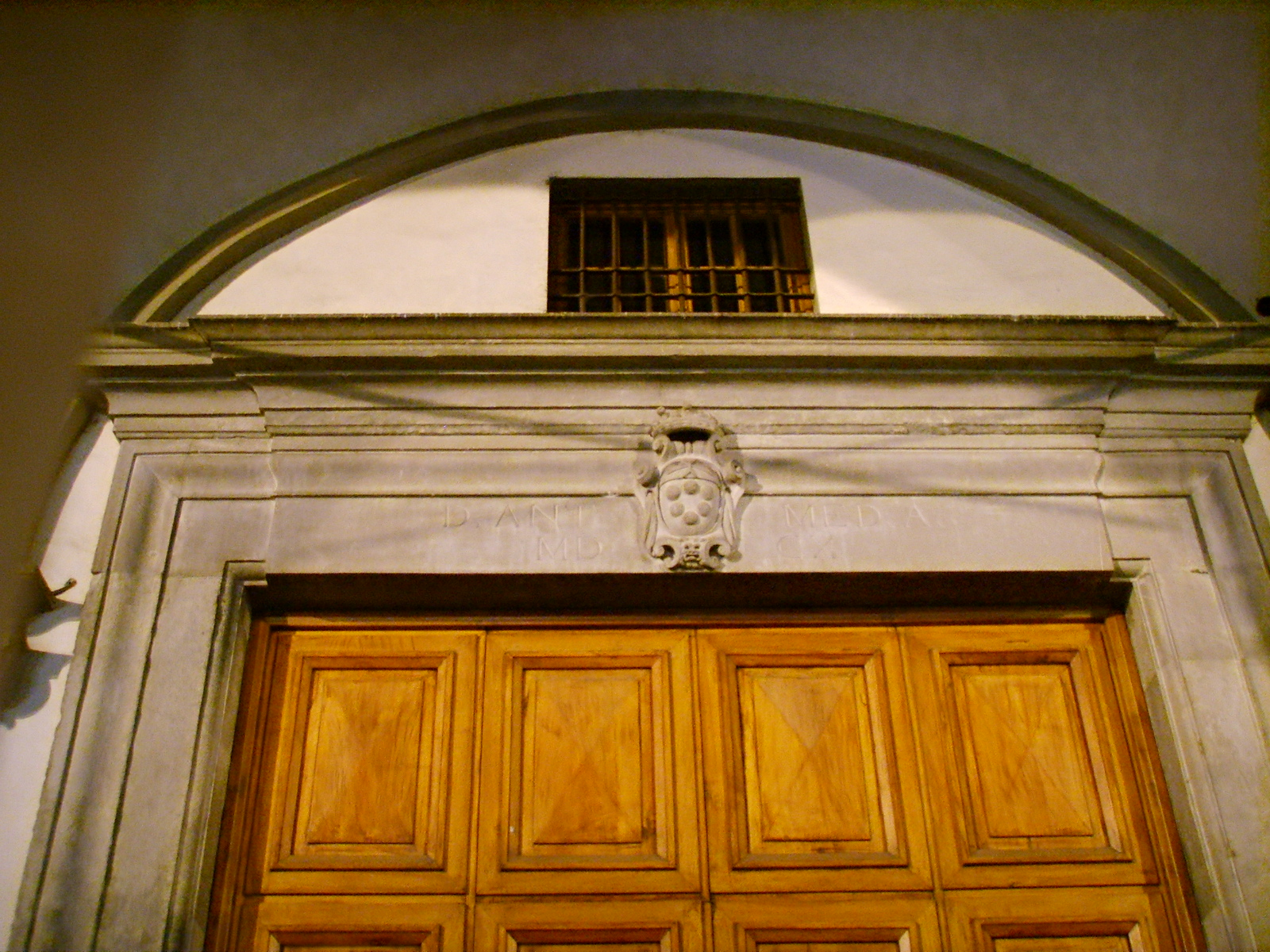
Inscripción con el nombre de Don Antonio de Médici en el portal de la Loggia dei Tessitori, de la Vía San Gallo en Florencia.

Tuvo cinco hijos, tres de ellos con su esposa, Artemisa Tozzi:
- María, ilegítima. Monja benedictina de la Santísima Anunciada en Florencia. Donó a su nombre a la basílica, un altar de plata que en la época costó 1.600 escudos.
- Magdalena (1610-?), ilegítima, hija de una mujer de Boloña, fue monja en San Giovannino dei Cavalieri desde 1624.
- Pablo (1616 - 1656), primer hijo con Artemisa, hizo carrera militar.
- Julio (1617 - 1670), segundo hijo con Artemisa, cura.
- Antonio Francisco (1618 - 1659), tercer hijo con Artemisa.

Después de morir Antonio, Artemisa se enclaustró en el Monasterio de San Clemente de Florencia.